# Wo bleibt der Weihnachtsmann?
Wo bleibt der Weihnachtsmann? (Originaltitel Kapa, internationaler englischsprachiger Titel Beanie) ist eine Filmkomödie von Slobodan Maksimović. Der Weihnachtsfilm nach einem Drehbuch von Saša Eržen ist eine Koproduktion zwischen Slowenien, Kroatien, der Slowakei und Luxemburg und wurde im November 2022 in Deutschland auf DVD und als Blu-ray veröffentlicht.

## Handlung
Der 9-jährige Erik lebt in einem Kinderheim, weil es bei ihm zu Hause Probleme gibt. Sein Spitzname ist Beanie, wegen der Mütze, die er meist trägt. Eigentlich ist es sein einziger Wunsch, an Weihnachten zuhause zu sein, doch stattdessen soll er die Feiertage bei einer wohlhabenden Familie und deren 7-jähriger Tochter Lučka verbringen, die sich zum Fest einen Welpen und eine Schwester wünscht.
Mitten in der Nacht treffen Erik und Lučka im Wohnzimmer der Familie auf den Weihnachtsmann und verstecken sich voller Hoffnung in seinem Wagen. Für die Kinder beginnt ein außergewöhnliches Abenteuer.

## Produktion

### Filmstab und Besetzung
Der Film ist eine Koproduktion zwischen Slowenien, Kroatien, der Slowakei und Luxemburg. Regie führte der in Bosnien-Herzegowina geborene Slobodan Maksimović. Es handelt sich bei Wo bleibt der Weihnachtsmann? nach Hvala za Sunderland und Nika um seinen dritten Spielfilm. Das Drehbuch schrieb Saša Eržen. Die Schriftstellerin und Dramatikerin schrieb viele Jahre lang Bücher für Kinder und Jugendliche und Texte und Lieder für Kinderpuppenspiele. Im Jahr 2017 gewann eines ihrer Stücke einen Sonderpreis beim Internationalen Puppentheaterfestival Golden Spark in Kragujevac. Eržen schrieb auch die Drehbücher für die slowenische Kinder- und Jugendfernsehshow Firbcologi.
Die Kinderdarsteller Gaj Črnič und Kaja Podrebersek spielen in den Hauptrollen Erik und Lučka. Aleš Kranjec spielt Eriks Vater. In weiteren Rollen sind Mojca Fatur als Ana, Frano Maskovic als Boris und Ajda Smrekar als Barbara zu sehen.

### Veröffentlichung
Die Premiere des Films erfolgte am 10. März 2022 beim Luxembourg City Film Festival. Mitte November 2022 wurde der Film beim Ljubljana International Film Festival erstmals in Slowenien gezeigt. Im November 2022 wird er beim Tallinn Black Nights Film Festival vorgestellt. Am 25. November 2022 wurde der Film in Deutschland auf DVD und als Blu-ray veröffentlicht.

## Rezeption
Marko Stojiljković vom Online-Filmmagazin Cineuropa schreibt, mitreißend geschrieben von Saša Eržen, gut gespielt und klug inszeniert, könnte Beanie als einer der besten Weihnachtsfilme für Kinder angesehen werden. Die Konzepte, um die es geht, seien einfach, und die technischen Qualitäten des Films erstklassig. Sven Pepeoniks Kameraarbeit fange das touristische und das weniger touristische, weihnachtliche Ljubljana ein, während Jurij Moškons Filmschnitt ziemlich nahtlos sei. Die Musik von Michal Novinski, die eine breite Palette von Instrumenten verwendet und eine neoklassische und jazzige Stimmung heraufbeschwört, sei perfekt mit dem Grundgefühl des Films abgestimmt.
Auf kinderfilmwelt.de, der Website des Deutschen Kinder- und Jugendfilmzentrums, heißt es, Wo bleibt der Weihnachtsmann? sei ein Weihnachtsfilm mit sehr intensiver Stimmung, die Musik sei sehr festlich und die Figuren des einsamen Eric und der verwöhnten Lucy seien gut dargestellt. Davon abgesehen sei die Geschichte aber leider sehr unklar aufgebaut und es gebe viele unlogische Stellen, so beispielsweise dass die beiden zu alt wirkten, um wirklich noch an den Weihnachtsmann zu glauben.

## Synchronisation
Die deutsche Synchronisation entstand nach einem Dialogbuch von Michael Himpler und der Dialogregie von Heinrich Bennke im Auftrag der Legendary Units GmbH, Berlin.
| Darsteller     | Synchronsprecher       | Rolle           |
| -------------- | ---------------------- | --------------- |
| Mojca Fatur    | Juliane Maronde        | Ana             |
| Ajda Smrekar   | Bianca Warnek-Steinke  | Barbara         |
| Frano Maskovic | Thomas Arnold          | Boris           |
| Jernej Kuntner | Benjamin Plath         | Busfahrer       |
| Sabina Adanič  | Gina Hemmers           | Eriks Mutter    |
| Aleš Kranjec   | Cihan Aljoscha Mildner | Eriks Vater     |
| Robert Waltl   | Dirk Talaga            | Väterchen Frost |
|                | Milosch Kopetzki       | Beanie          |